# Étang de Lanoux
Pour les articles homonymes, voir Lanoux (homonymie).
Situé dans les Pyrénées-Orientales, le lac ou étang de Lanoux (en catalan Estany de Lanós), est le plus grand lac des Pyrénées françaises. Il mesure 2 500 mètres de longueur, 500 mètres de largeur et 75 mètres de profondeur. Sa superficie est de 1,71 km2 et son altitude de 2 213 mètres.

## Toponymie
Selon le  Nomenclàtor toponímic de la Catalunya del Nord de l'université de Perpignan, le nom du lac est estany de Lanós en catalan et étang du Lanoux en français. L'IGN, dans sa carte topographique à 1⁄25 000, utilise « Estany de Lanós ou Étang de Lanoux », et Estany de Lanós dans les autres cartes. Lluís Basseda le nomme llac Lanós. EDF, qui gère le barrage et les installations hydroélectriques associées, parle de l'étang du Lanoux.
La description de la ZNIEFF « vallée du Lanoux » utilise aussi bien lac du Lanoux que étang de Lanoux.

## Géographie
Dans le massif du Carlit, le lac se trouve entièrement sur la commune d'Angoustrine-Villeneuve-des-Escaldes. Il est cerné par le puig de la Grava et le puig des Bacivelles au nord, le puig Pedros à l'ouest, le puig de Font Viva au sud et le Carlit et le puig de Castell Isard à l'est.
Son bassin versant est celui du Carol, affluent du Sègre.

## Histoire
Le lac Lanoux fit l'objet d'un différend entre la France et l'Espagne en 1957. La France voulait dévier le cours d'eau afin de le faire passer via une usine hydroélectrique. La conduite traverserait la ligne de partage des eaux Méditerranée-Atlantique pour déboucher dans la vallée de l'Ariège, privant ainsi l'Espagne de cet apport en eau. Celle-ci opposa alors son véto, bien que la France ait fait des concessions, entre autres que l'eau soit restituée au Carol et à son bassin versant naturel. Après un passage au Tribunal arbitral, l'Espagne est déboutée et celui-ci donne raison à la France. Depuis, une partie des eaux du Carol partent dans l'Ariège via l'usine de l'Hospitalet, elles sont compensées au m3 près par une dérivation partielle des eaux de l'Ariège vers le Carol via un tunnel en aval du village de Porté.

## Barrage

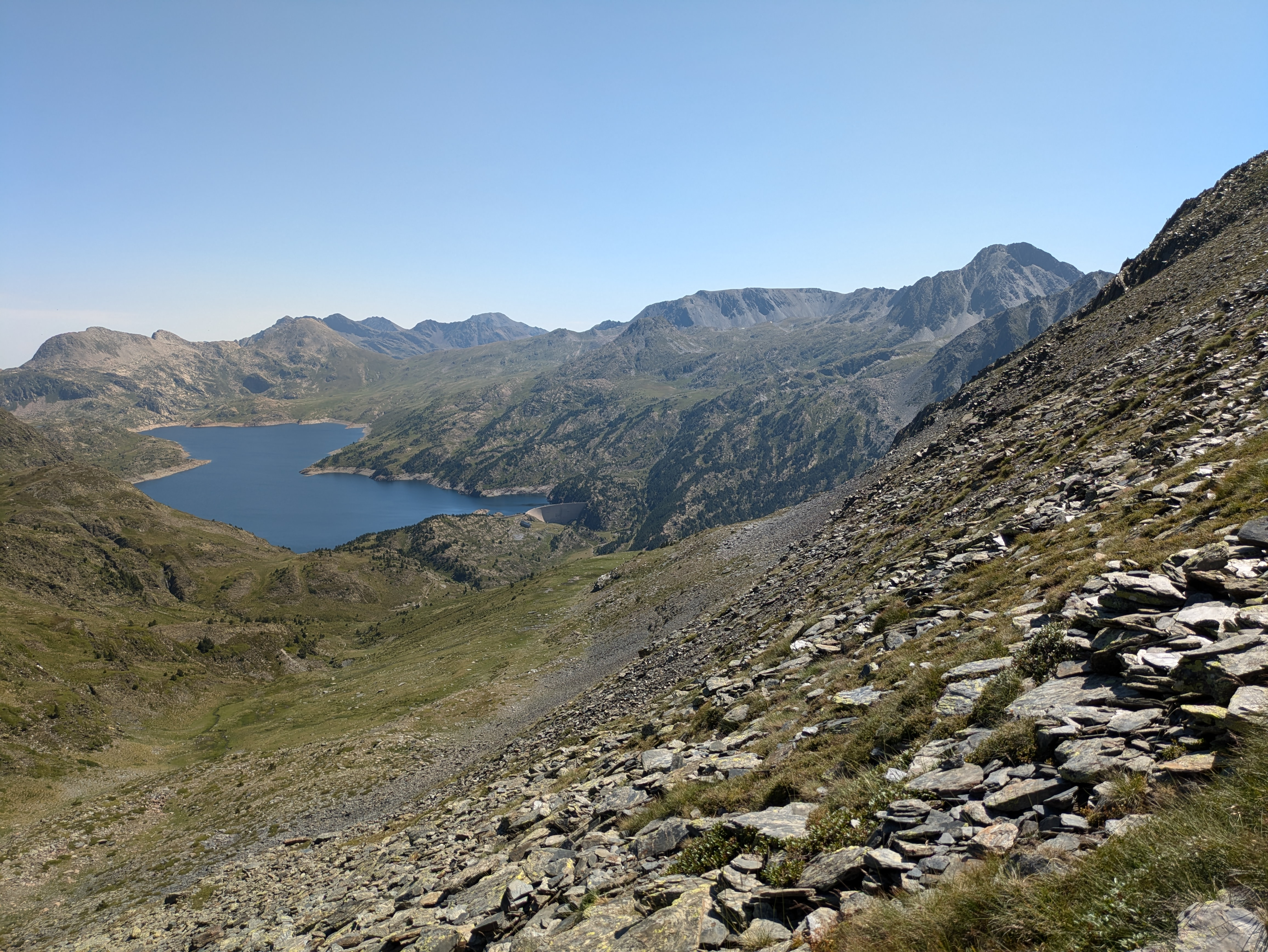
Étang de Lanoux, vu depuis les flancs du puig de Font Viva. Le barrage est en bas à droite.
La montagne à droite du lac est le Carlit.

À l'origine un lac naturel, le lac Lanoux était déjà le plus grand des Pyrénées françaises avec 84 ha pour 20 millions de m3. Surélevé par un barrage construit de 1957 à 1960. il est passé à 172 ha et 70,7 millions de m3 avec une longueur de 2 800 m, une largeur moyenne d'environ 500 m et une profondeur de 93 m.
La hauteur du barrage-voûte en béton est de 45 m, sa longueur de crête de 176 m, sa largeur de crête de 2 m avec une largeur à la base de 6 m pour un volume de 25 000 m3.

## Voies d'accès
Par le sud-ouest, on peut l'atteindre en suivant des sentiers balisés soit depuis le col de Puymorens (1 919 m), en franchissant la Portella de Lanós (2 468 m), soit depuis le village de Porté-Puymorens (1 600 m), en suivant le GR 7.
Par l'est, on peut le rejoindre depuis le lac des Bouillouses (2 025 m) par deux itinéraires différents. Soit en gravissant le pic Carlit (2 921 m), soit par le GR 10, en franchissant la Portella de la Grava (2 426 m).

## Randonnée
Venant du Donezan, le sentier de grande randonnée 7 (sentier européen E4) passe par l'étang dans l'étape de Mirepoix à Andorre-la-Vieille.

## Galerie

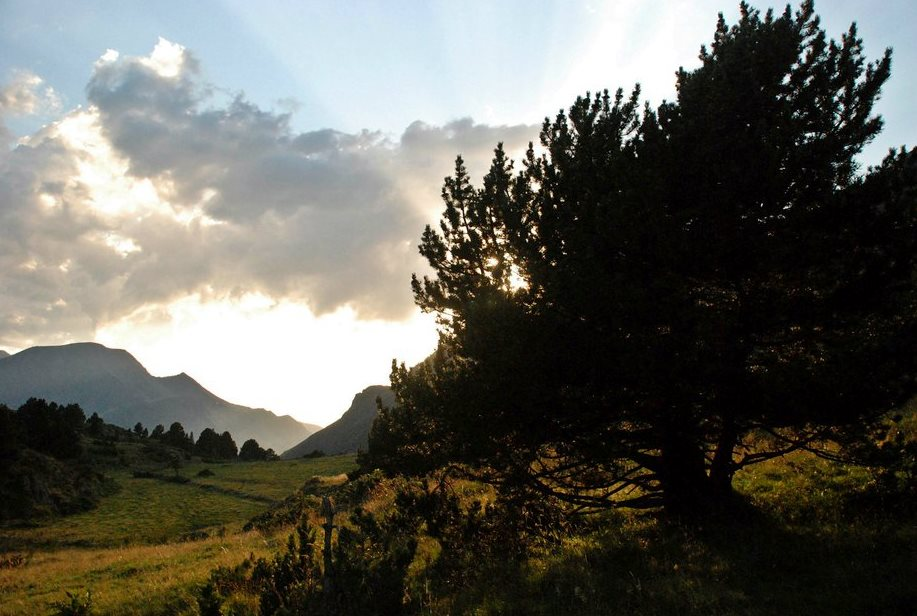
En redescendant du Lanoux.
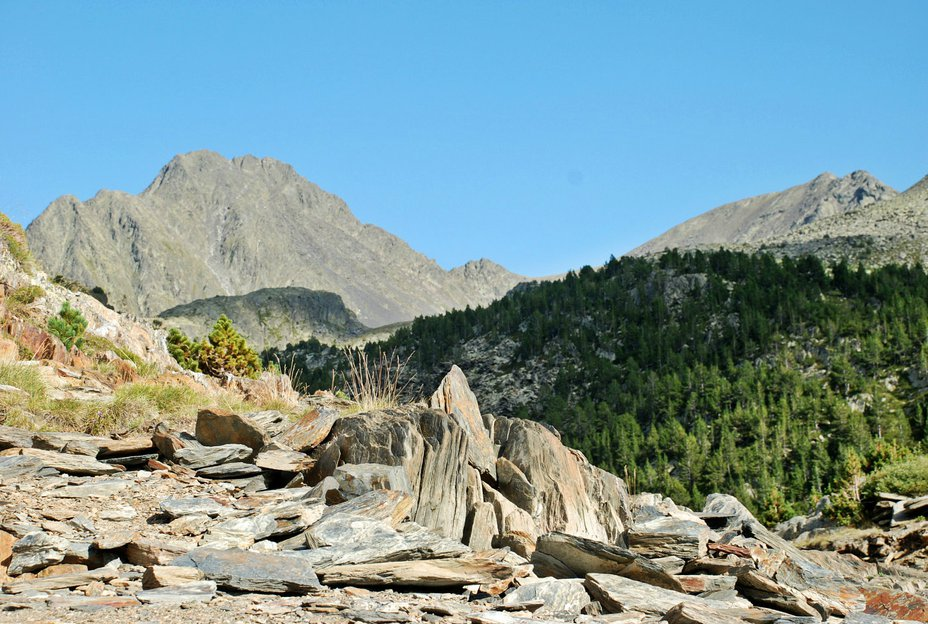
Vue du Carlit depuis le Lanós.